# Mory Sidibé
Mory Sidibé (Noisy-le-Grand, 17 giugno 1987) è un pallavolista francese.
Gioca nel ruolo di schiacciatore e opposto nel Sichuan Nanzi Paiqiu Dui.

## Carriera
La carriera di Mory Sidibé inizia nel 1996 nelle giovanili del Noisy-le-Grand Volley-Ball, per poi passare nelle giovanili dell'Asnières Volley 92 nel 1998, e infine nella squadra federale del Centre National de Volley-Ball nel 2003: in questo periodo fa parte delle nazionali giovanili francesi, con cui vince la medaglia d'argento al campionato europeo under 19 2005 e al campionato europeo under 20 2006.
Il suo esordio tra i professionisti avviene nella stagione 2006-07 quando viene ingaggiato dallo Stade Poitevin, in Pro A, dove rimane per due annate, per poi passare al Saint-Brieuc Côtes-d'Armor Volley-Ball nella stagione 2008-09.
Dopo un'esperienza nel campionato turco con il Bozkurt Belediye-Kastamonu, per il campionato 2010-11 si accasa nel Maaseik: con il club belga vince lo scudetto; nel 2011 viene convocato per la prima volta nella nazionale maggiore. Nella stagione 2011-12 si trasferisce in Italia, nella Pallavolo Piacenza, mentre in quella successiva è al Odbojkarski klub ACH Volley di Lubiana, con cui si aggiudica scudetto, coppa nazionale e Middle European League.
Torna in patria nella stagione 2013-14 per vestire la maglia del Paris Volley, ottenendo l'affermazione nella Supercoppa francese e nella Coppa CEV. Per il campionato 2014-15 veste la maglia del club cinese del Sichuan Nanzi Paiqiu Dui, militante in Chinese Volleyball League. Nel 2015 inoltre gioca nel club libanese del Tannourine Club e quello bahreinita del Al-Muharraq; nel 2015 con la nazionale vince la medaglia d'oro alla World League e al campionato europeo. Nel 2016 si accasa al Palembang BSB, nella Proliga indonesiana.

## Palmarès

### Club
- Campionato belga: 1

2010-11
- Campionato sloveno: 1

2012-13
- Coppa di Slovenia: 1

2012-13
- Supercoppa francese: 1

2013
- Coppa CEV: 1

2013-14
- Middle European League: 1

2012-13

### Nazionale (competizioni minori)
- Campionato europeo under 19 2005
- Campionato europeo under 20 2006
- Memorial Hubert Wagner 2015

### Premi individuali
- 2006 - Campionato europeo under 20: Miglior realizzatore